# Маневский, Александр Степанович
Александр Степанович Маневский (1 августа 1824, Ревель — 3 июля 1884, Санкт-Петербург) — русский контр-адмирал.
Александр Маневский родился в Ревеле в семье чиновника 14-го класса Ревельской инвалидной команды. Родители: отец — Степан Семенович Маневский, мать — Гликерия Яковлевна Маневская.

## Служба
15 июня 1838 года поступил кадетом в 1-й штурманский полуэкипаж, который окончил 7 апреля 1846 года с производством в чин кондуктора корпуса флотских штурманов.
В течение следующих четырёх лет Маневский плавал в Балтийском море и находился в распоряжении Императорского С.-Петербургского яхт-клуба. 23 апреля 1850 года он был произведён в чин прапорщика корпуса штурманов флота и на корвете «Оливуца» перешёл на Дальний Восток, где 11 апреля 1851 года был произведён в поручики с переименованием в чин мичмана и зачислением в 27-й флотский экипаж. Прибыв в Петропавловский порт, он участвовал в августе-сентябре в доставке грузов для экспедиции капитана первого ранга Г. И. Невельского в зимовье Петровское. Там познакомился с А. И. Петровым.
3 июня 1853 года Александр Степанович был произведён в чин лейтенанта и в 1853—1854 годах командовал шхуной «Анадырь» в плаваниях между Петропавловском и устьем реки Камчатка.
Во время Крымской войны Маневский участвовал в обороне Петропавловска, в 1855 году командуя транспортом «Двина» — в эвакуации Петропавловского гарнизона в устье Амура и в перестрелке с неприятелем в заливе Де-Кастри.
11 июня 1856 года был переведён в 8-й флотский экипаж и в сентябре следующего года на транспорте «Двина» вернулся в Кронштадт.
6 января 1858 года Маневский был переведён в Сибирский экипаж, прибыл на Дальний Восток, где командовал лоц-ботом на реке Амур и в заливе Де Кастри. В 1859 году на транспорте «Японец» под командованием капитан-лейтенанта Н. Я. Шкота и в 1859—1862 годах на транспорте «Байкал» под собственным командованием занимал бранвахтенный пост в заливе Ольги, где занимался обустройством Ольгинского поста. В 1860 году в дополнение принял под командование транспорт «Иртыш», находившийся в качестве блокшива в заливе. С 21 июня 1861 года по 20 августа 1862 года командовал постом, а 1 января следующего года был произведён в чин капитан-лейтенанта.
31 октября того же года Александр Степанович был переведён на Балтийский флот с назначением командиром броненосной башенной лодки «Лава». В этом же году был отчислен с должности с переводом в штаб. 1 января 1871 года он был произведён в чин капитана 2-го ранга, а 9 марта следующего года назначен экипажмейстером Санкт-Петербургского порта.
25 мая 1873 года Маневский назначен помощником начальника военно-исправительной тюрьмы Морского ведомства, вскоре занял пост её начальника и находился на этой должности до 19 мая 1880 года, когда был произведён в чин контр-адмирала с увольнением в отставку.
Скончался 3 июля 1884 года в Санкт-Петербурге. Похоронен на Александро-Невском кладбище в Ревеле.

## Память
- Именем Маневского назван мыс в заливе Ольги и бухта рядом с заливом[3].